# Neoplocaederus peelei
Neoplocaederus peelei là một loài bọ cánh cứng trong họ Cerambycidae.